# Zoom efekt

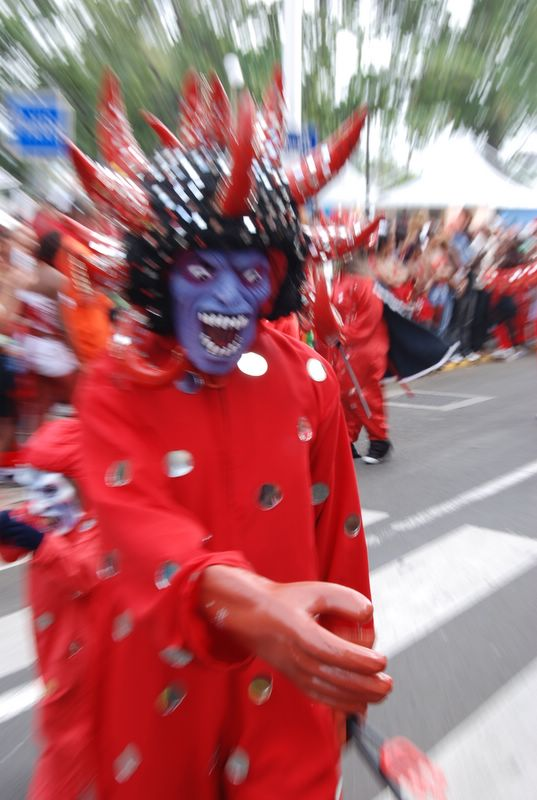
Příklad ručního zoom efektu s expozicí 1/20 sekundy

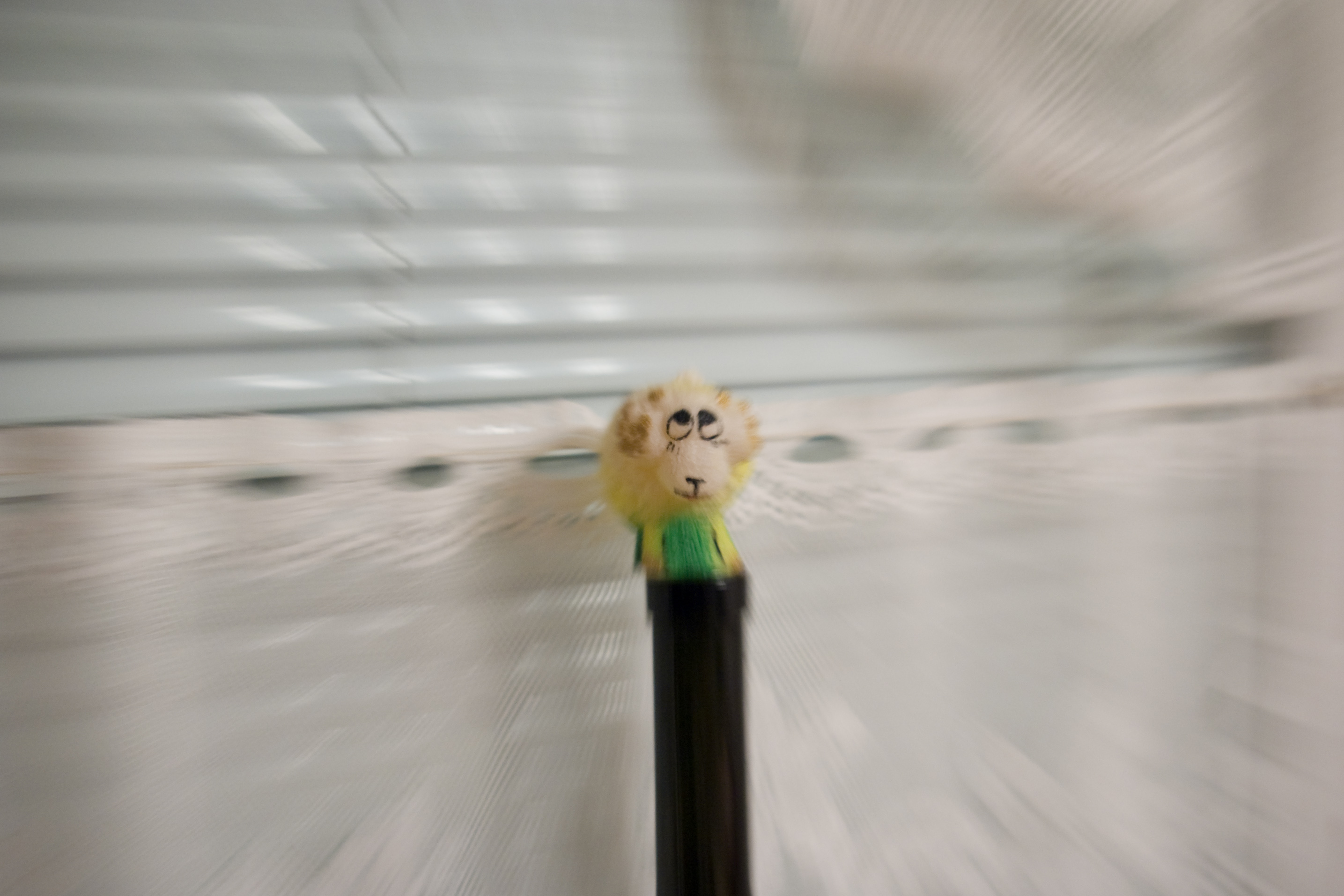
Neagresivní verze efektu

Zoom efekt (anglicky zoom burst) je fotografická technika, které se dosahuje pomocí změny ohniskové vzdálenosti během expozice snímku. Fotografie pořízené s tímto efektem jsou typicky rozmazané kromě velmi malé oblasti uprostřed snímku. Při pohledu pozorovatele to vypadá, že se do středu blíží vysokou rychlostí (nebo se od něj vzdaluje).

## Obsah
Samotná technika spočívá v ručním zoomování ve chvíli, kdy je závěrka fotoaparátu otevřená. Ručně jej lze provést otáčením kroužku zoomu a zároveň stisknout tlačítko spouště. Vše během relativně dlouhého času expozice, obecně nižší než je 1/60 sekundy. Z tohoto důvodu je potřebná nízká hladina osvětlení, šedý filtr nebo velká clona. Ruční provádění vyžaduje určitou zkušenost, protože otáčení zoomu by mělo být provedeno rychle, ale bez pohybu a třesu fotoaparátu (aby se zabránilo vzniku efektu úplné pohybové neostrosti). Kromě toho stisknutí spouště a rotace musí být velmi přesně synchronizované. Částečně může být využita dálková spoušť a stativ. Kromě toho jasná místa při pohybu začnou překrývat stíny a tak se doporučuje kompenzace expozice -0,5 EV nebo -1 EV, aby obraz nevypadal příliš ploše.
Podobného efektu je také možné dosáhnout pomocí počítačového softwaru na úpravu obrazu jako je například Adobe Photoshop (poté, co byla fotografie pořízena) nebo s pomocí fotografického filtru. V těchto případech může být rychlost závěrky zkrácena podle potřeby.
Fotografie pořízené touto technikou jsou charakteristické rozmazanými šmouhami vycházející ze středu fotografie. Efekt jsou téměř totožné s obrázky vzniklé pohybovou neostrostí, ve kterém se fotoaparát pohybuje směrem k předmětu. Z tohoto důvodu se obvykle zoom efekt používá - aby vytvořil dojem pohybu směrem k předmětu.
Termín je někdy přiřazován Petru Barghovi podle jeho článku Creative zoom bursts technique, i když tato technika je mnohem starší, objevuje se například v knize Bryana Petersona Understanding Exposure z roku 1990.

## Praxe
Míra účinku závisí na těchto hodnotách:
- Expozice
- Rychlost a jednotnost otáčení kroužku zoomu
- Vzdálenost od předmětu
- Rozsah ohniskových vzdáleností (v jehož rámci bylo posunutí kroužku) jako takové, a jejich vztahy

## Galerie

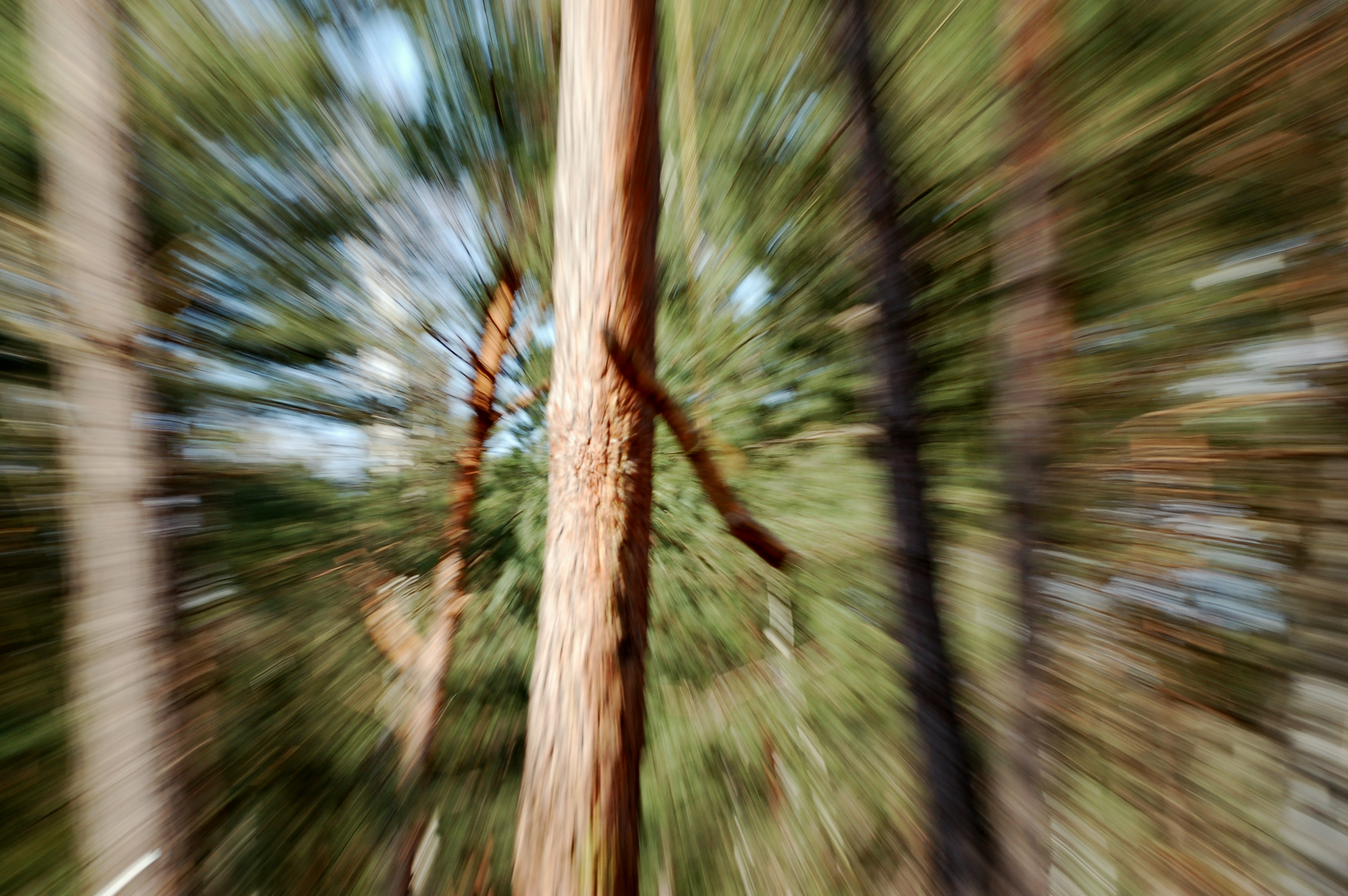
Příklad velmi silného zoom efektu
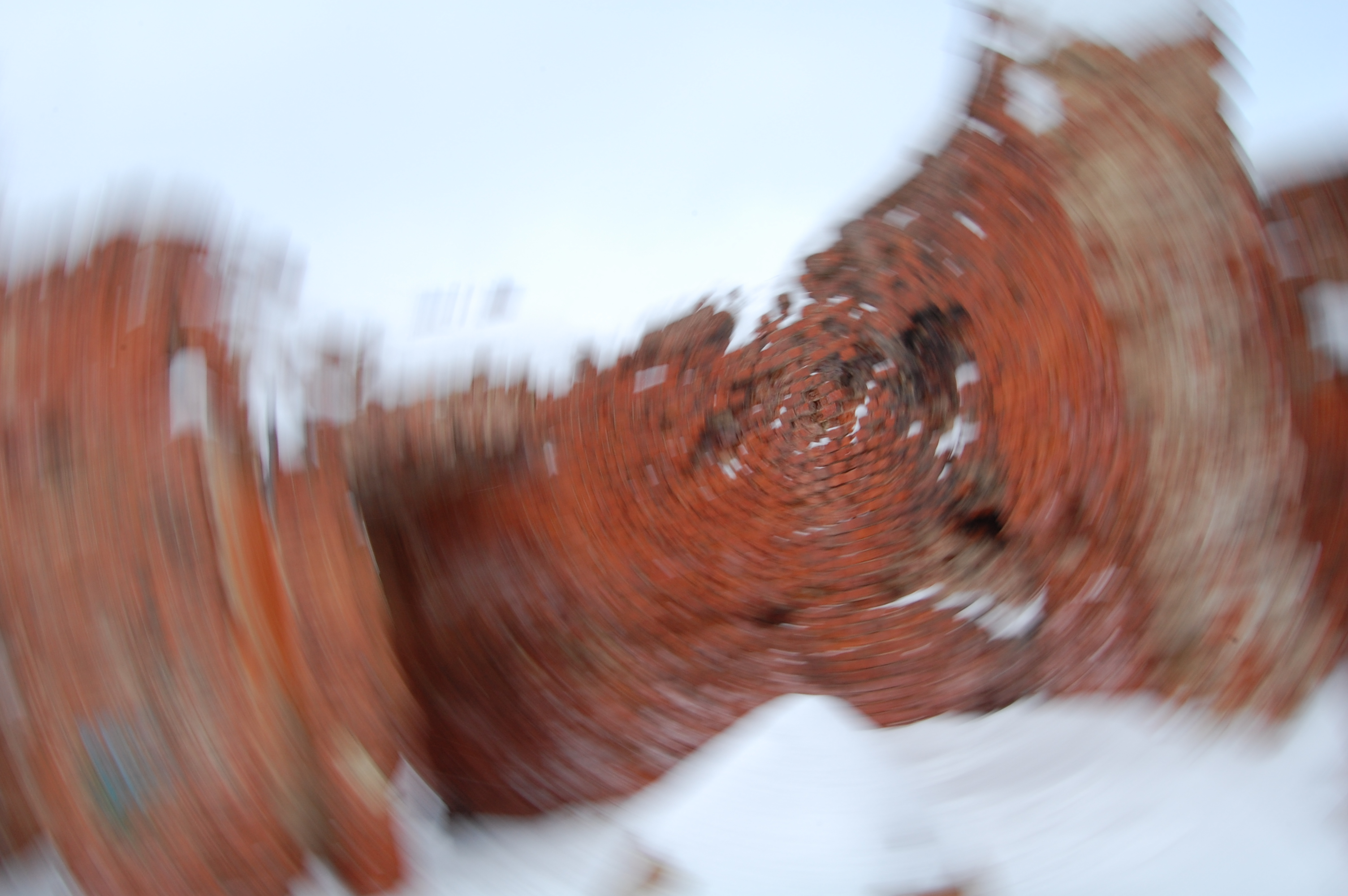
Ruční zoomování s rotací
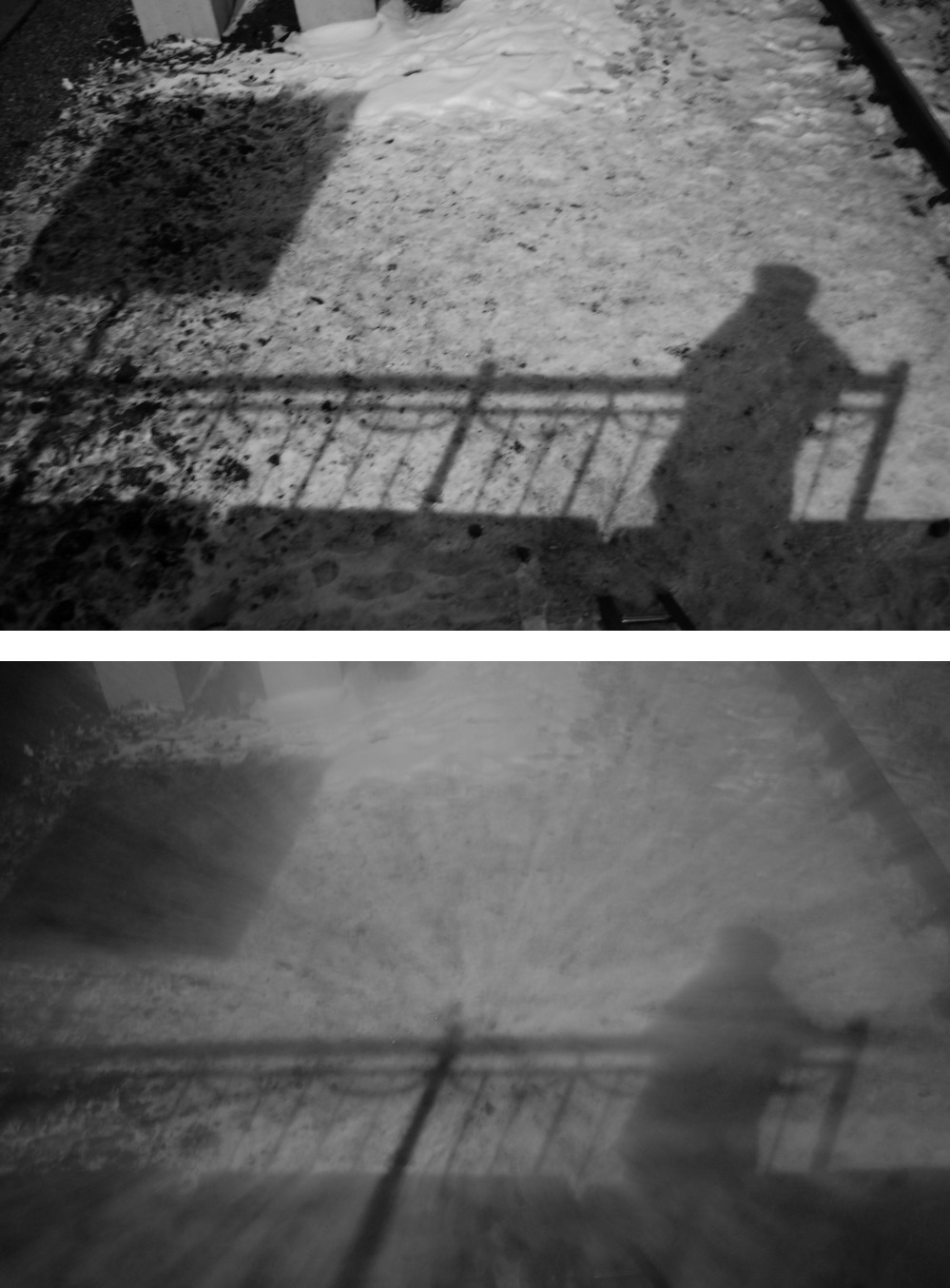
Při efektu klesá kontrast snímku